# Mona the Vampire
 Der er for få eller ingen kildehenvisninger i denne artikel, hvilket er et problem. Du kan hjælpe ved at angive troværdige kilder til de påstande, som fremføres i artiklen.

Mona the Vampire er en canadisk/fransk tv-serie baseret på de noveller skrivet af Sonia Holleyman og senere af Hiawyn Oram.

## Karakterer
Se også: Liste af Mona the Vampire karakterer

### Mona Parker
Se også: Mona Parker
Mona Parker, eller Mona the Vampire, forkæmperen af serien, er en pige, der tror at hun er en vampyr.

### Fang
Fang er Monas kat og følger Mona omkring.

### Lily Duncan
Lily Duncan, eller Princess Giant, er en sky pige, og en ven af Mona.

### Charley Bones
Charley Bones, eller Zapman, er en dreng, og en ven af Mona.